# Monumento nacional Tonto
El Monumento nacional Tonto (en inglés: Tonto National Monument) es un monumento nacional estadounidense localizado en las montañas de la Superstición, en el condado de Gila del centro del estado de Arizona. El área se encuentra en el borde noreste de la ecorregión del desierto de Sonora, un hábitat árido con precipitaciones anuales de aproximadamente 400 mm. El río Salado corre a través de la zona, proporcionando una fuente rara de agua durante todo el año.

## Viviendas en acantilados
Hay viviendas en el acantilados que fueron ocupados por la cultura Salado durante los siglos XIII, XIV y XV. La gente cultivaba en el valle del río Salado, y complementaba su dieta cazando y recolectando plantas nativas. Los salados eran excelentes artesanos, produciendo algunas de las cerámicas policromadas más extravagantes y los textiles intrincadamente tejidos que se encuentran en el suroeste. Algunos de los artefactos excavados cerca están en exhibición en el museo del centro de visitantes.
El Distrito Arqueológico del Monumento Nacional Tonto fue incluido en el Registro Nacional de Lugares Históricos el 15 de octubre de 1966. Las ruinas inferiores y superiores son yacimientos arqueológicos que fueron listados por la NRHP en 1989.

## Historia natural
El monumento nacional está incluido en el bosque nacional Tonto, que incluye llanuras bajas, desiertos, matorrales y bosques de pinos alpinos.
El ecosistema sonorense superior es conocido por sus característicos cactus saguaro. Otras plantas comunes incluyen: cholla, tuna, erizo, y cactus de barril (floración de abril a junio); yuca, sotol y agave; arbusto de creosota y ocotillo; palo verde y mezquite árboles; una increíble variedad de coloridas flores silvestres en los años buenos (febrero a marzo); y una exuberante área ribereña que grandes árboles como el nogal de Arizona, sicómoro de Arizona, y almeces.
También sirve como hogar para animales nativos como ciervos de cola blanca y mula, leones de montaña, linces, tres especies de serpientes de cascabel y muchos más.

### Áreas silvestres
El área alrededor del monumento nacional Tonto también incluye varias Áreas Silvestres Nacionales designadas, como las áreas de Cuatro Picos, las montañas de la Superstición, y el desierto de Salomé.

## Galería

Vistas del monumento nacional Tonto
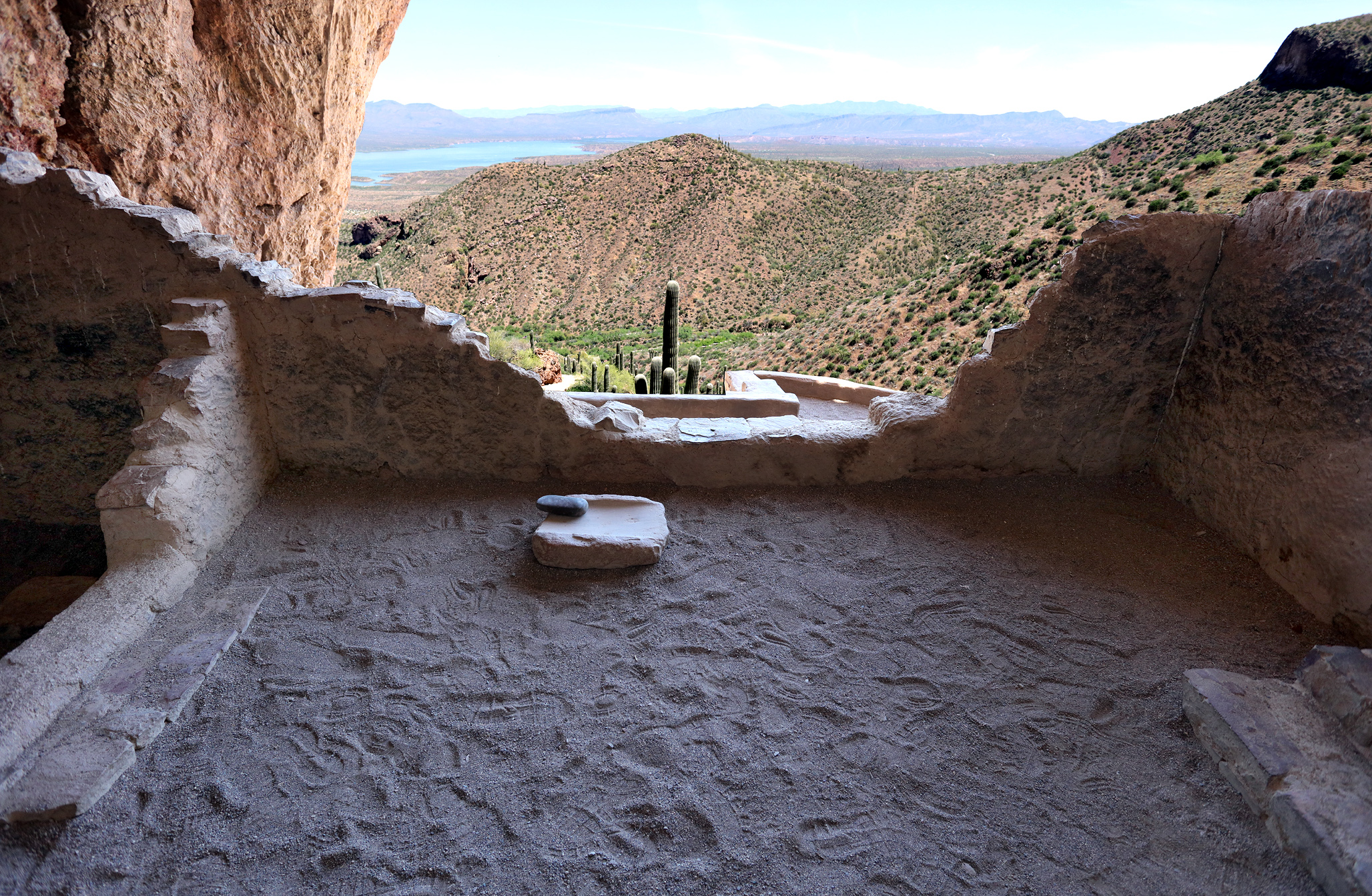
Vivienda en el acantilado inferior del lado sur
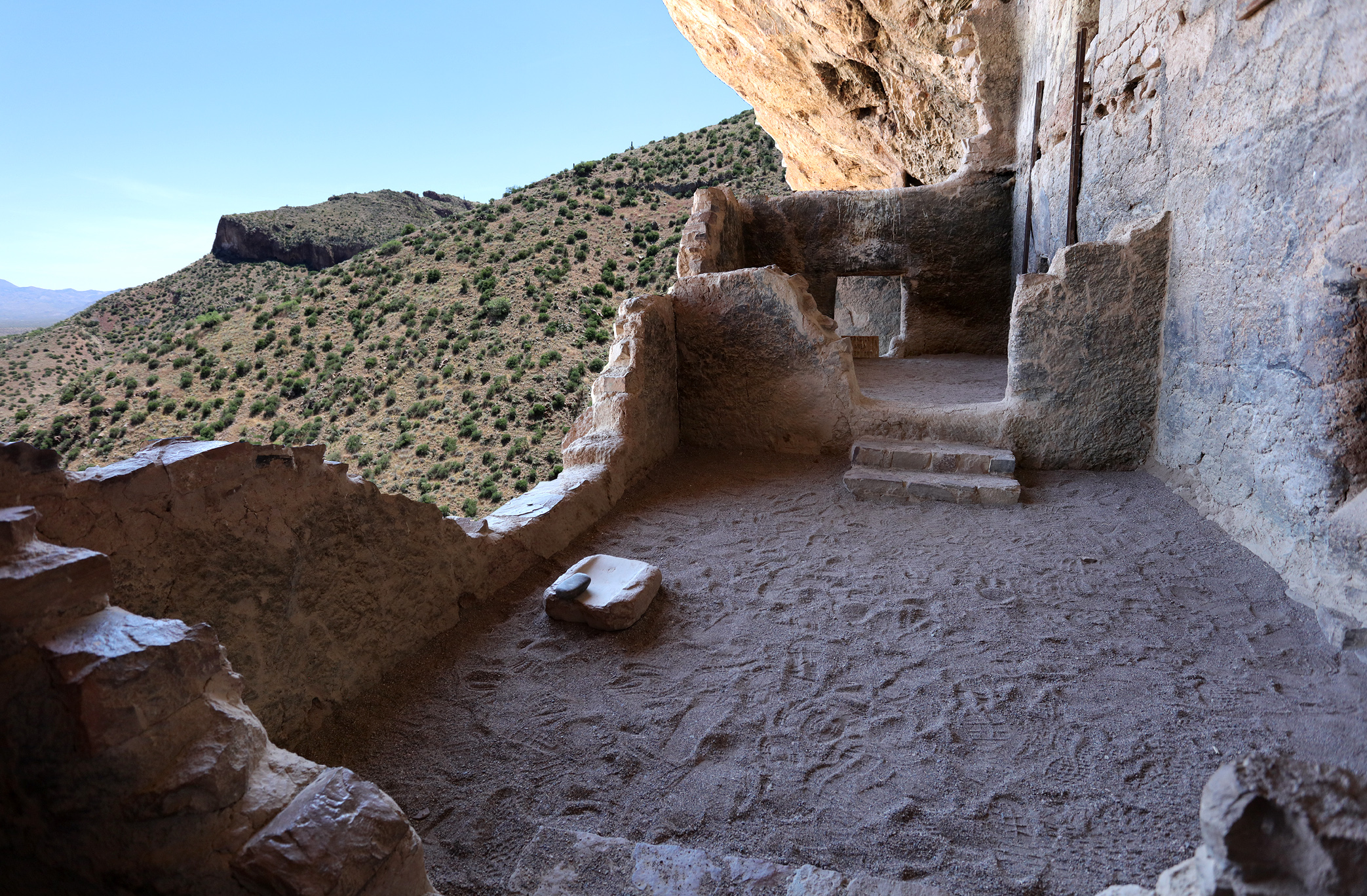
Lado suroeste
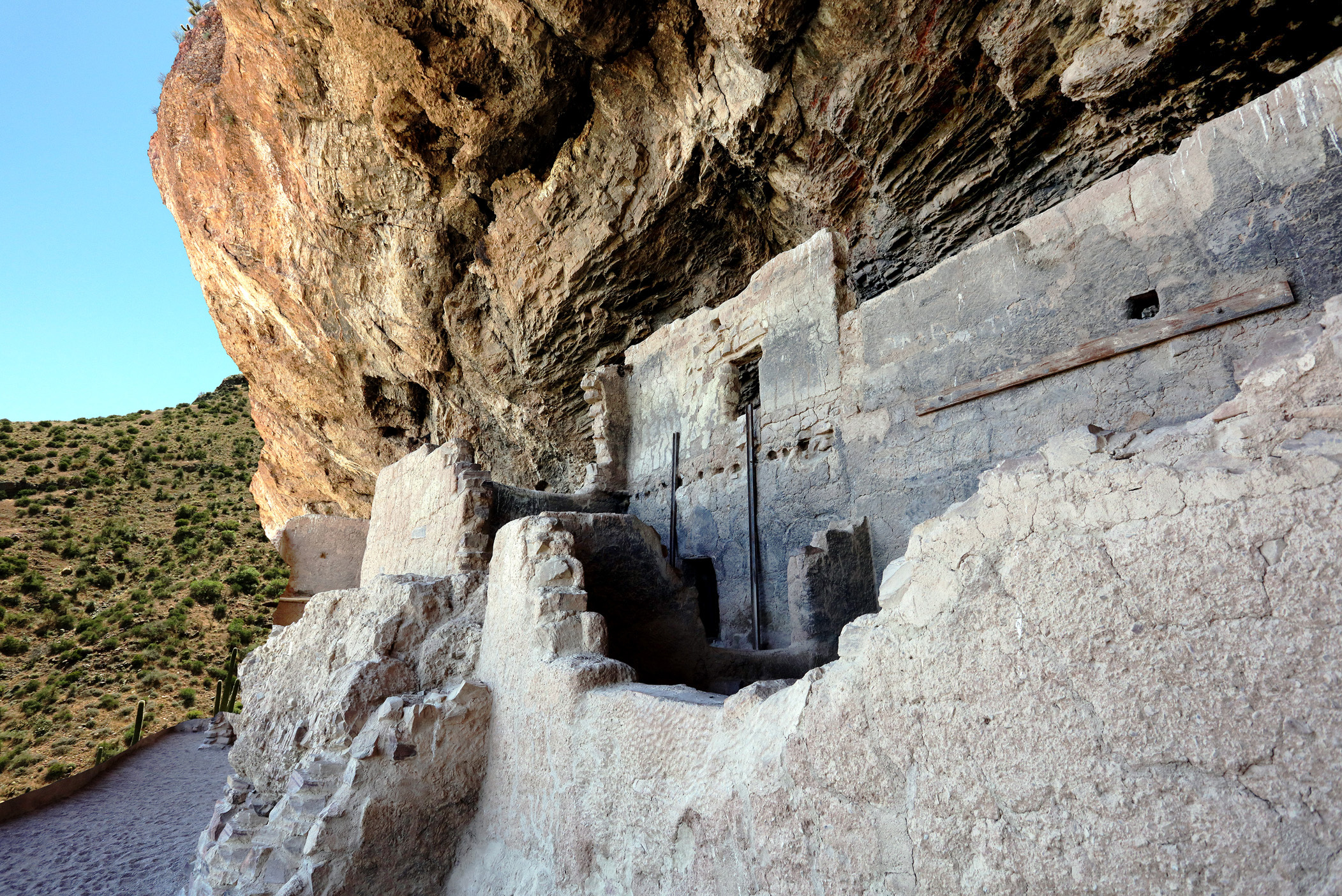
Lado suroeste
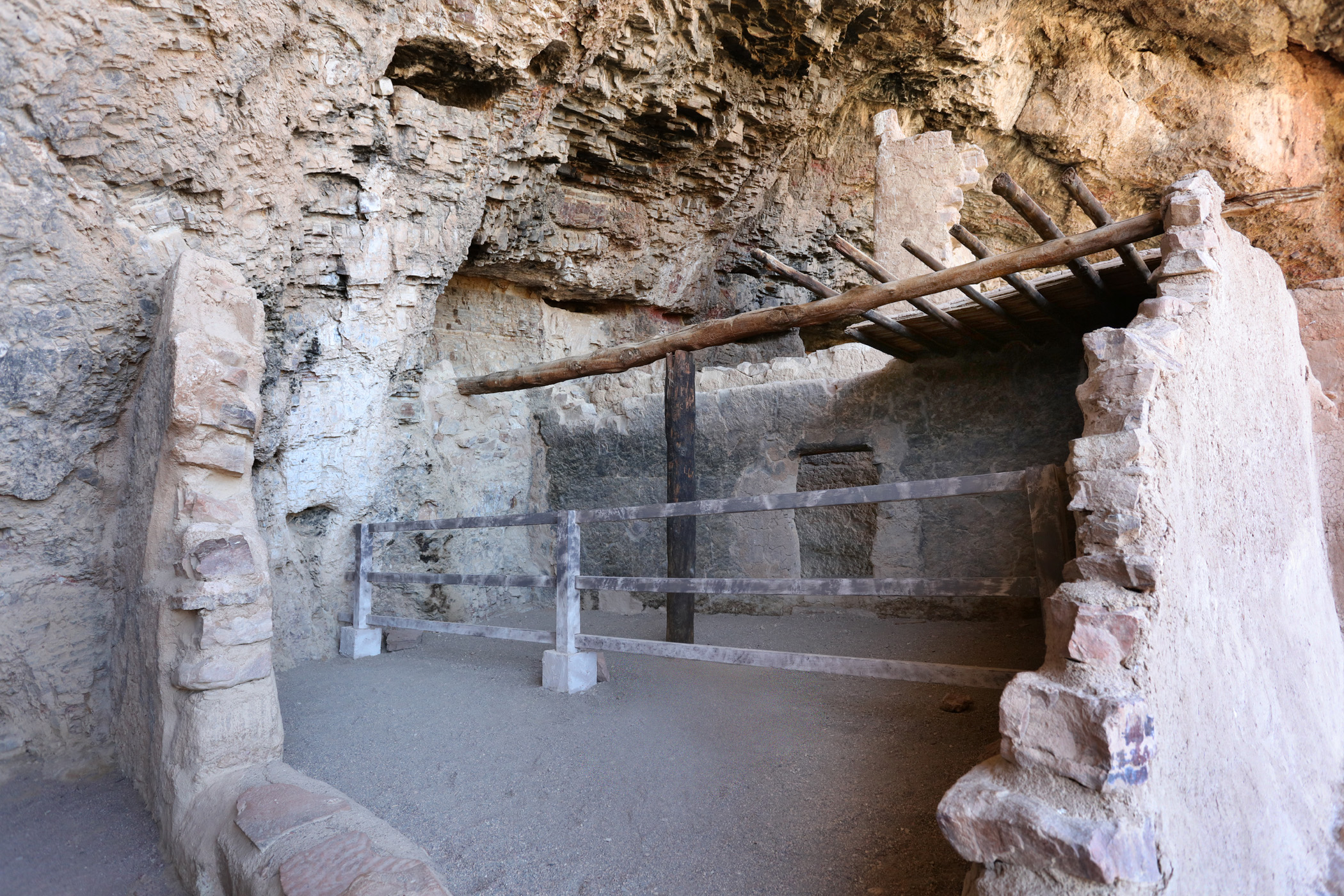
Vista
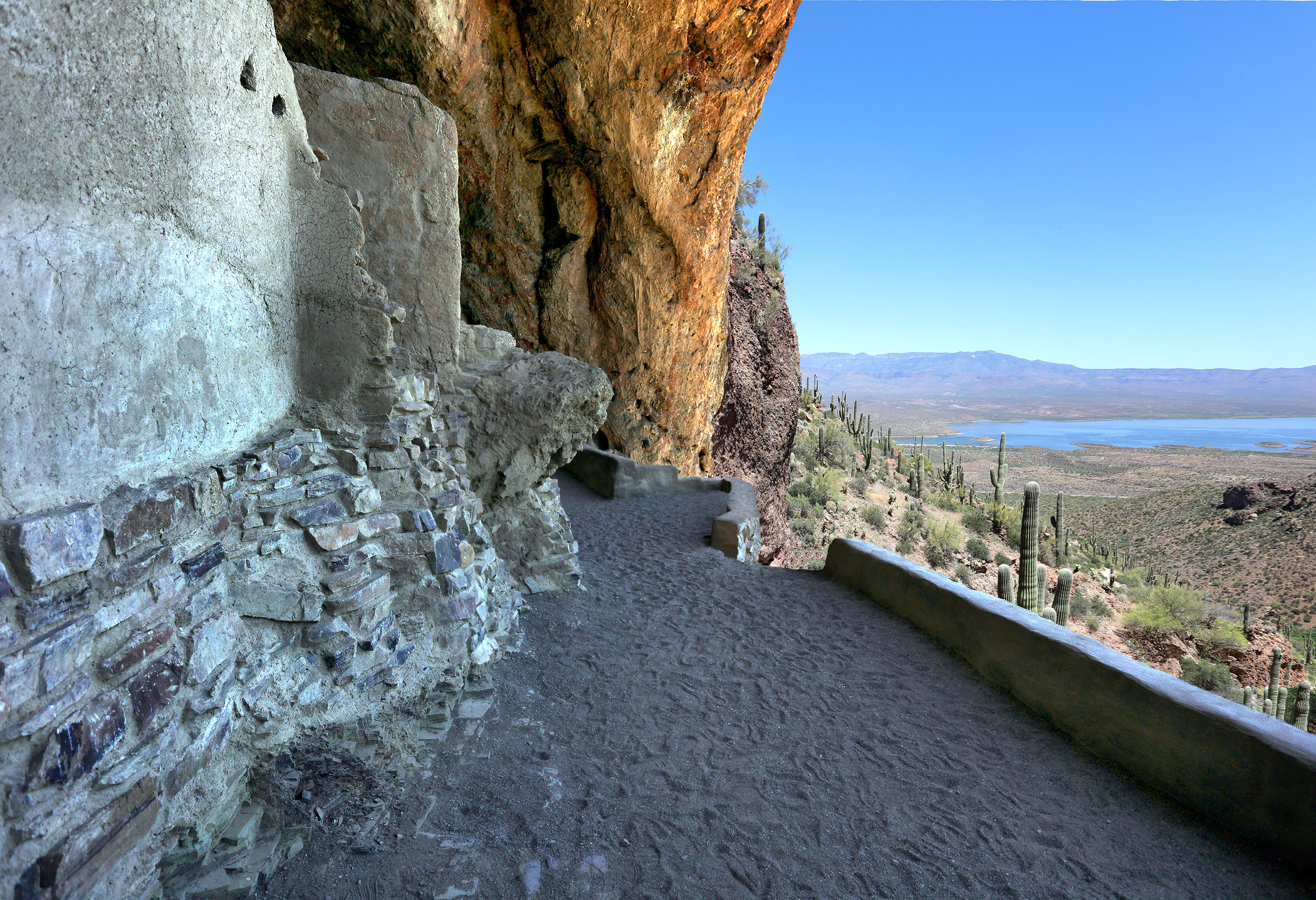
Vista mirando hacia el lago Roosevelt
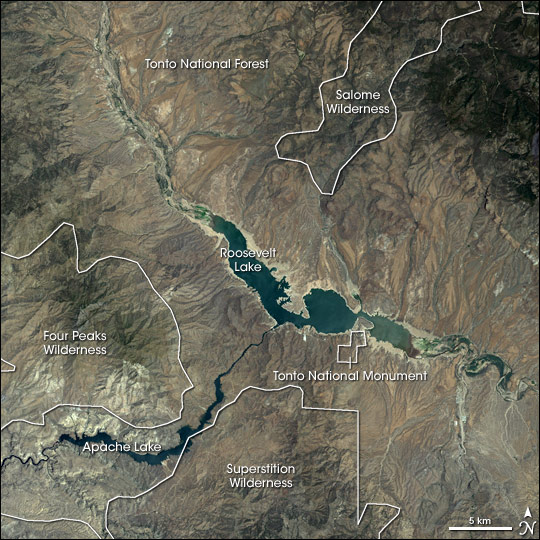
Imagen de Landsat 7 de la zona (centro derecho) y sus alrededores
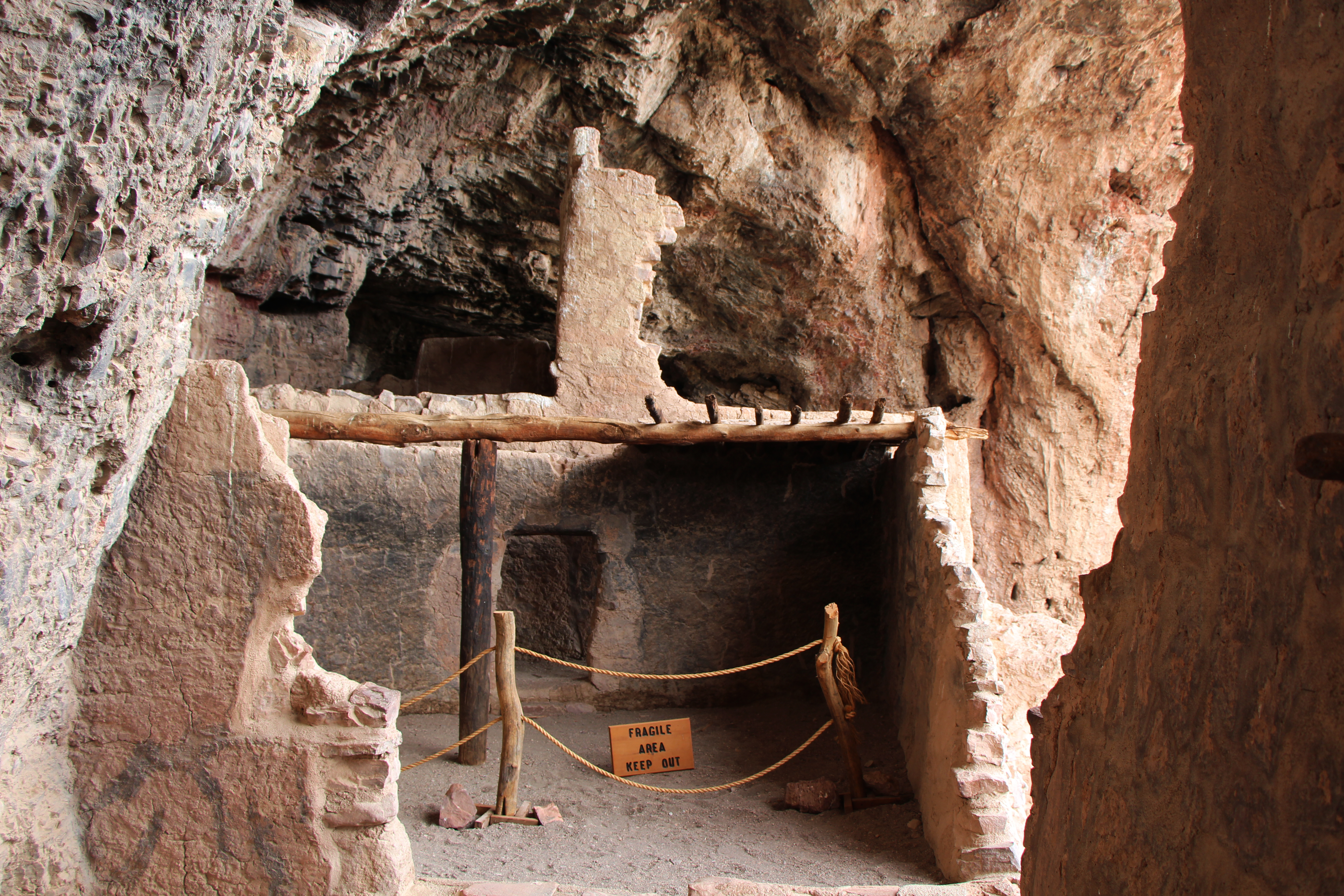
Detalle de una habitación
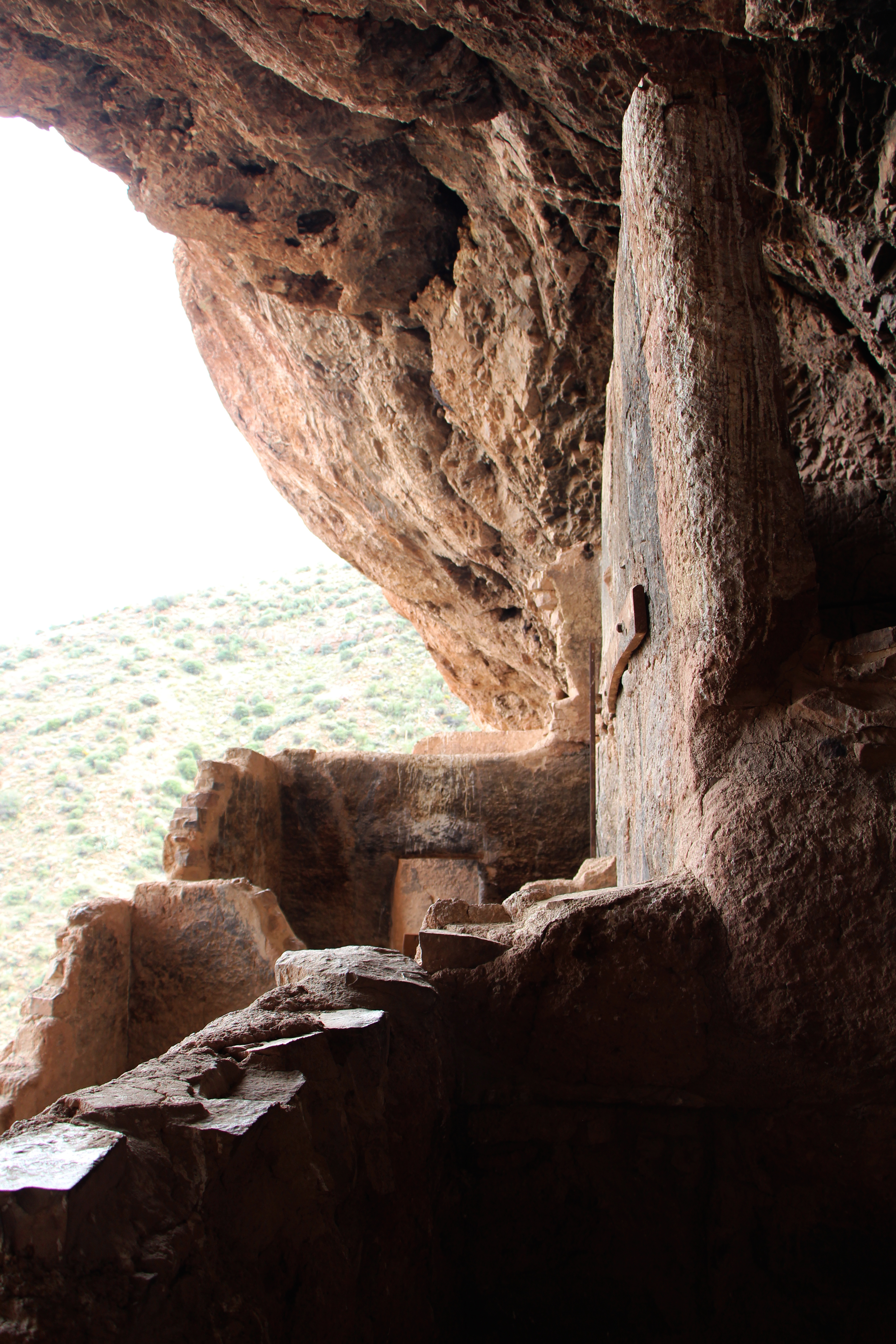
Detalle de otra habitación
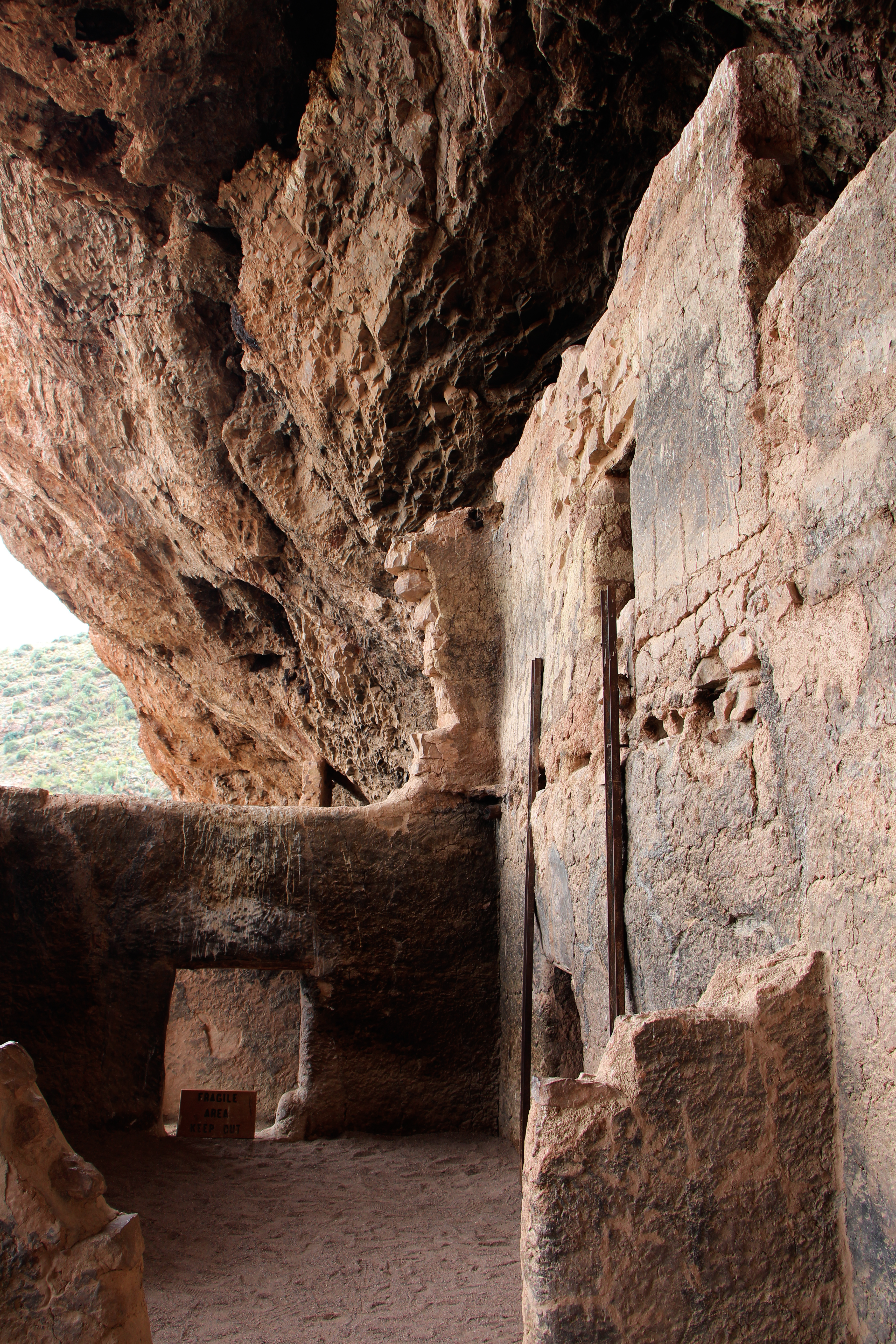
Detalle de una habitación
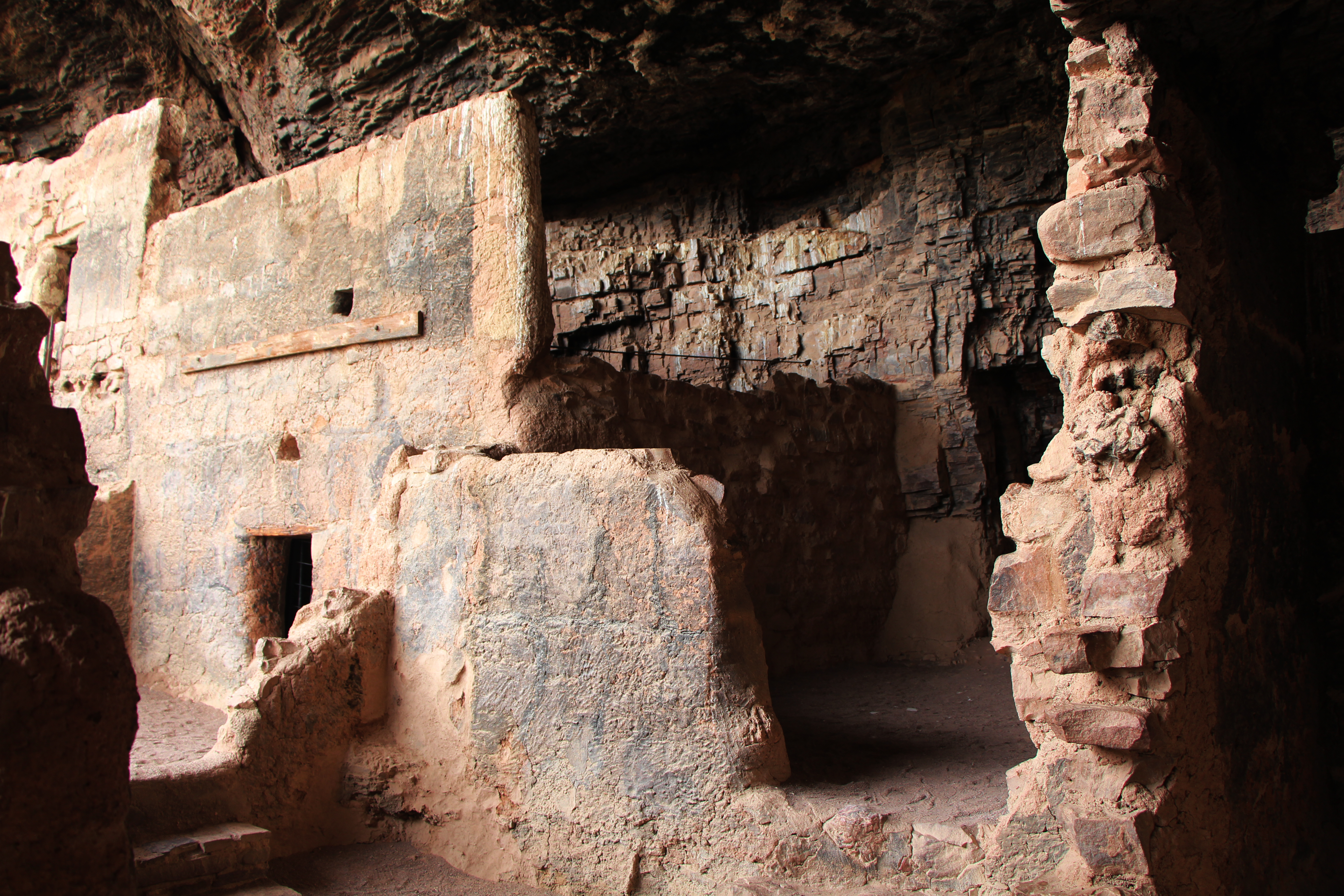
Detalle de otra habitación
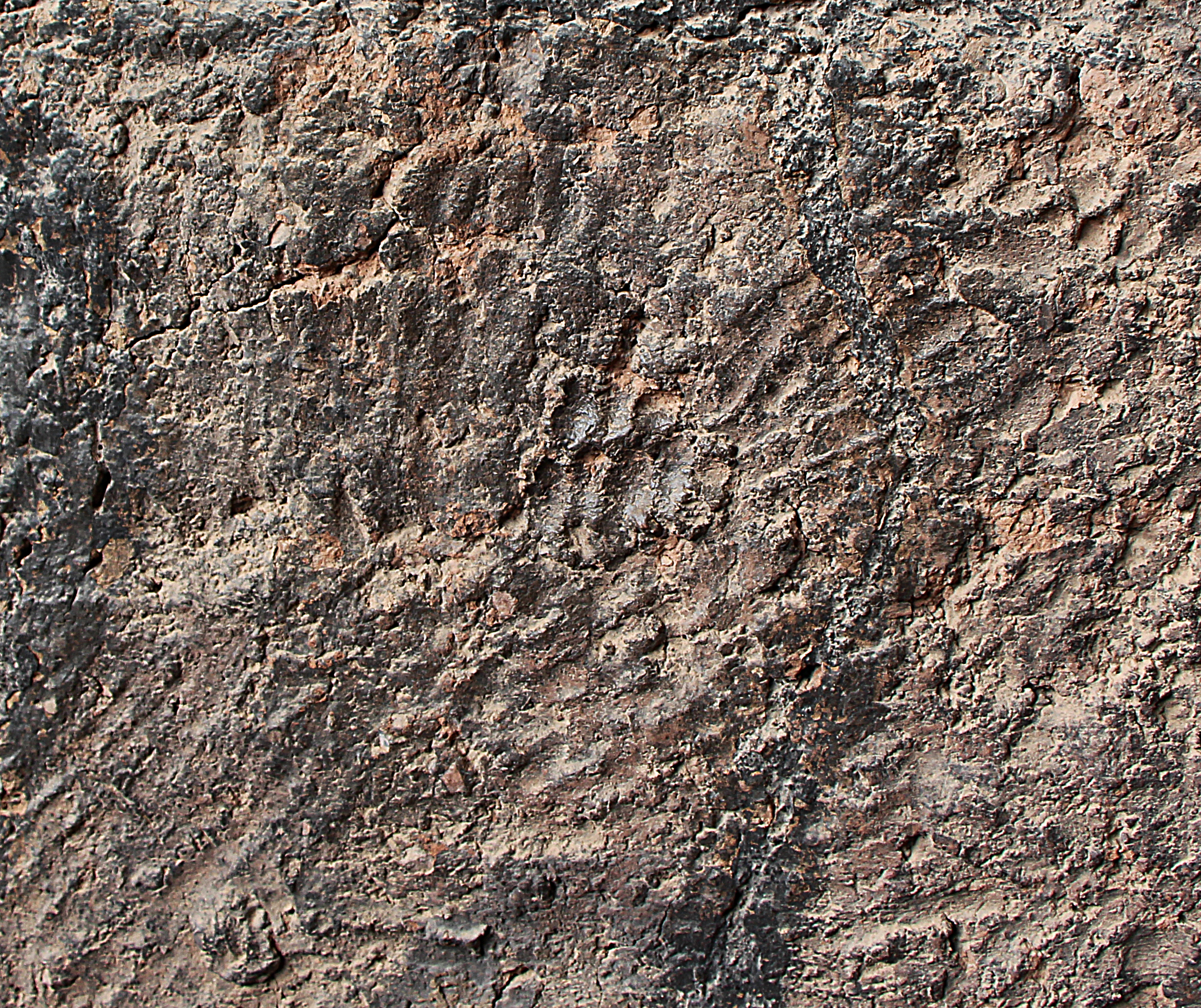
Huellas a mano en la pared
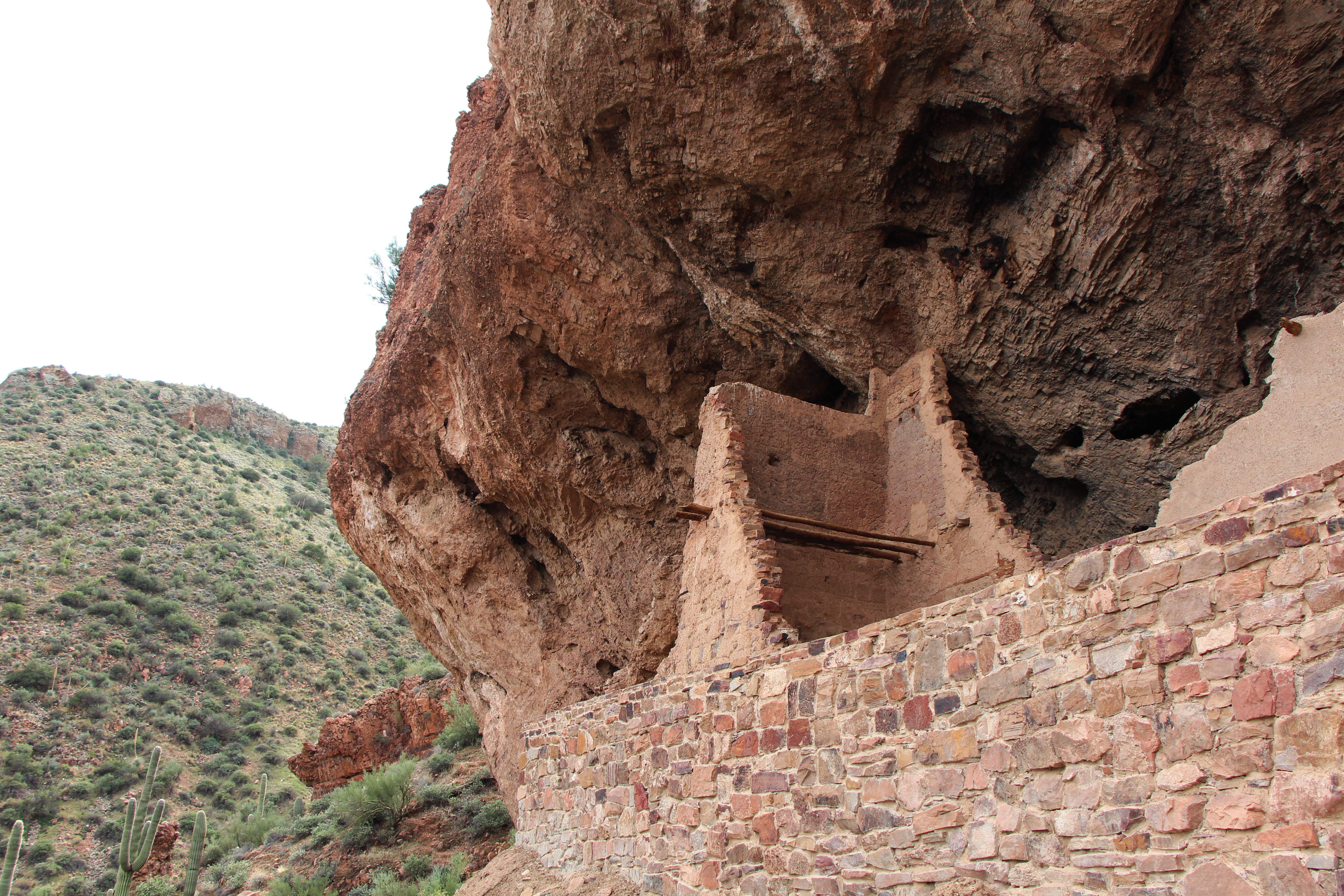
Lado oeste
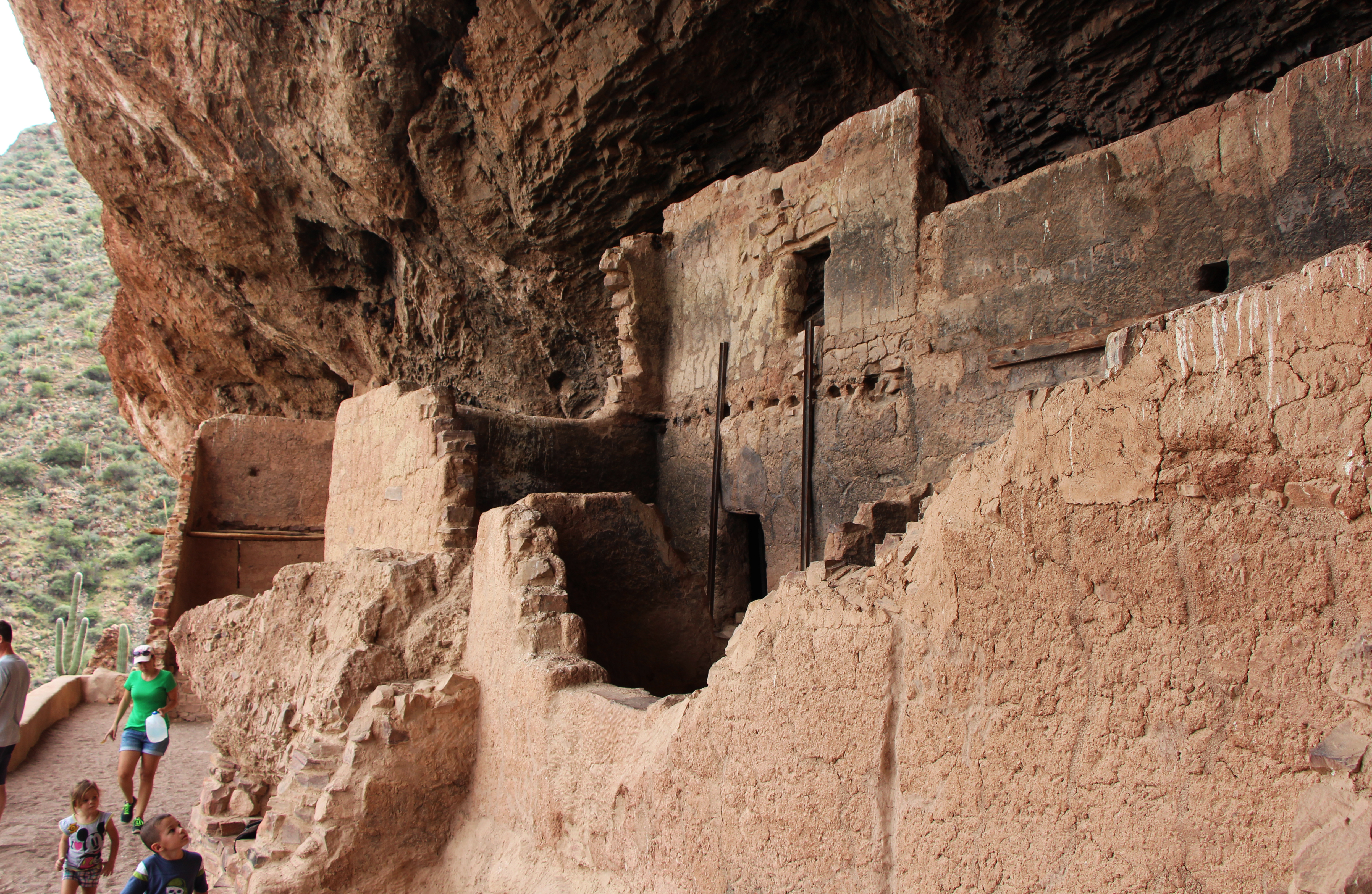
Lado oeste
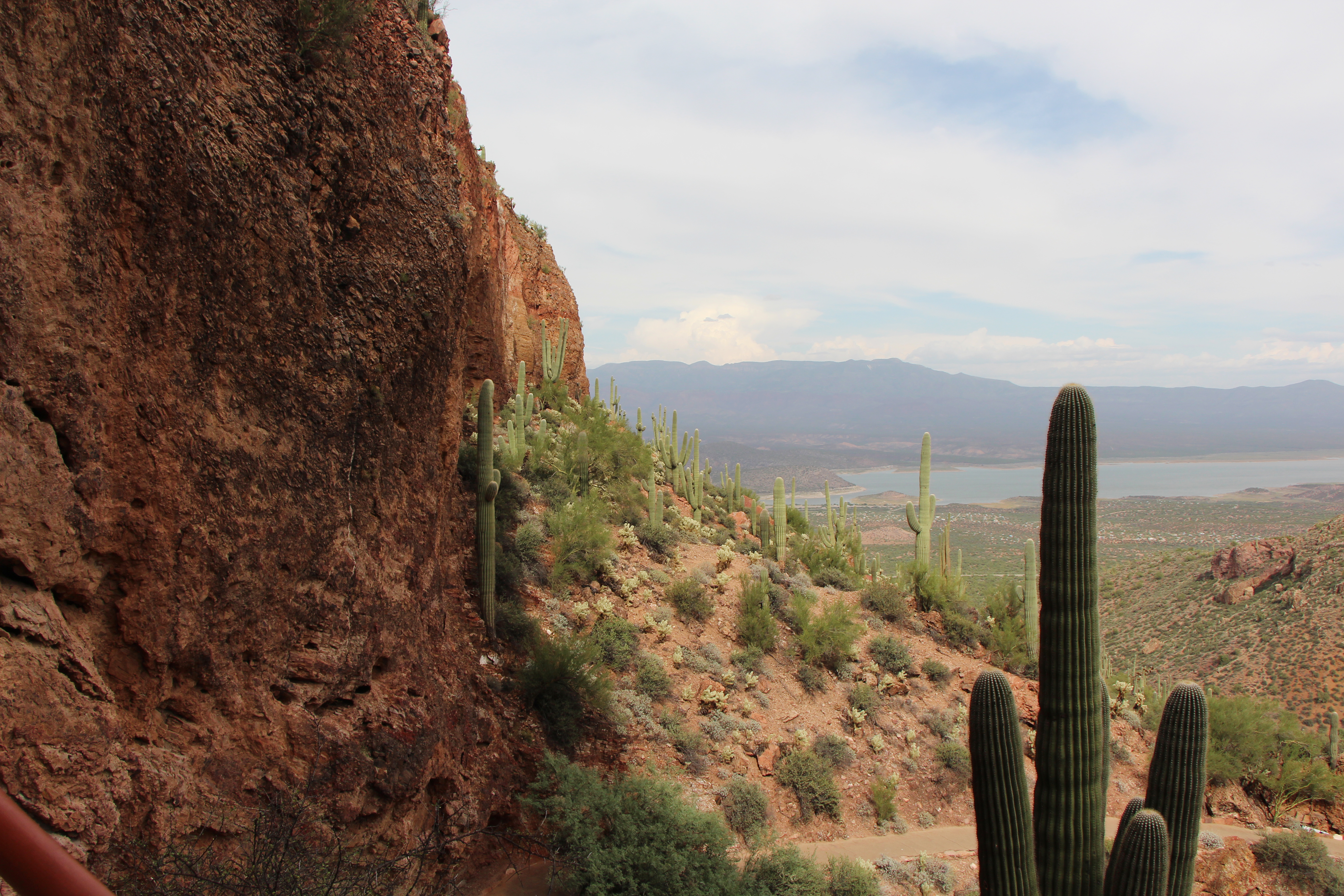
Lado este